# Zulfi
Zulfi (en Arabe: Az-Zilfī ) est une ville d'Arabie saoudite en province de Riyad, d'une population de  56 744 habitants en 2001.

## Géographie
Elle se situe à 260 km au nord-ouest de la capitale arabe, soit à 100 km de Al-Majma'ah dans cette même direction. A l'ouest de la ville se trouve Buraydah. Plus globalement Zulfi est située proche de l'autoroute relient Riyad et Médine.
À une altitude d'environ 700 m, Zulfi dispose d'un climat aride et sec, typique du désert environnant. Lorsque les vents viennent du nord, la zone se rafraîchit, mais à l'inverse, lorsqu’ils viennent du sud, ils apportent plus de poussières et de grains de sable que d'air frais. Cependant les vents du sud sont souvent arrêtés par les chaînes de montagnes avoisinantes telles que le Jabal Tuwayq, Nafud ad dahy, le Jabal shammar et le Najd (Nejd).

Malgré ces 56 000 habitants, (autant que Clichy par exemple), la ville reste très isolée du reste du pays, à cause de sa position au milieu du désert sans desserte autoroutière.